# Directive habitats
La directive de l'Union européenne 92/43/CEE du 21 mai 1992 concernant la conservation des habitats naturels ainsi que des espèces de la faune et de la flore sauvages, plus généralement appelée directive habitats faune flore ou encore directive habitats est une mesure prise afin de promouvoir la protection et la gestion des espaces naturels à valeur patrimoniale que comportent ses États membres, dans le respect des exigences économiques, sociales et culturelles.
Elle s'appuie sur un réseau cohérent de sites écologiques protégés, le réseau Natura 2000. Elle a été rédigée dans le cadre du quatrième programme d'action communautaire en matière d'environnement de l'Union européenne (1987-1992), dont elle constitue la principale participation à la Convention sur la diversité biologique, adoptée lors du sommet de la Terre de Rio de Janeiro en 1992 et ratifiée par la France le 1er juillet 1994.

## Contenu de la directive
La directive a pour objectif de maintenir ou de rétablir la biodiversité de l'Union européenne. Pour cela elle vise à recenser, protéger et gérer les sites d'intérêt communautaire présents sur le territoire de l'Union. Un site est dit "d'intérêt communautaire" lorsqu'il participe à la préservation d'un ou plusieurs habitats d'intérêt communautaire et d'une ou plusieurs espèces de faune et de flore d'intérêt communautaire (voir les paragraphes suivants pour une description de tels habitats et espèces), et/ou contribue de manière significative à maintenir une biodiversité élevée dans la région biogéographique considérée.
Les sites d'intérêt communautaire sont rassemblés au sein du réseau Natura 2000, qui comporte deux types de sites :
- les zones spéciales de conservation (ZSC), définies par la présente directive ;
- les zones de protection spéciale, (ZPS) définies par la directive 79/409/CEE dite directive oiseaux.

Une fois qu'une ZSC est définie, les États membres doivent empêcher, par des mesures contractuelles, réglementaires ou administratives appropriées, la détérioration des habitats naturels et des habitats des espèces présents sur ces sites. Tous les six ans, chaque État membre doit transmettre à la Commission européenne un rapport concernant le déroulement de l'application de la directive, et notamment sur les mesures de gestion appliquées aux sites.
Tout projet non prévu dans la gestion et la protection du site doit faire l'objet d'une évaluation de son impact sur la conservation du site. S'il s'avère que le projet peut avoir un impact suffisamment important, il est annulé, sauf dérogation exceptionnelle pour des raisons impératives d'intérêt public (santé et sécurité publique, bénéfice économique et social vital, ou bénéfice environnemental indirect).

### Annexe I
Note : Le contenu des annexes étant amené à changer en fonction de l'évolution de l'état de conservation des habitats et des espèces, ainsi qu'en fonction de l'état général des connaissances scientifiques, la directive prévoit une souplesse dans la mise à jour du contenu des annexes.
L'annexe I liste les habitats naturels ou semi-naturels d'intérêt communautaire, c'est-à-dire des sites remarquables qui :
- sont en danger de disparition dans leur aire de répartition naturelle ;
- présentent une aire de répartition réduite du fait de leur régression ou de caractéristiques intrinsèques ;
- présentent des caractéristiques remarquables.

Parmi ces habitats, la directive en distingue certains dits prioritaires du fait de leur état de conservation très préoccupant. L'effort de conservation et de protection de la part des états membres doit être particulièrement intense en faveur de ces habitats.
Sur les 231 habitats naturels d'intérêt communautaire listés par cette annexe, la France en regroupe 172, dont 43 sont prioritaires.

#### Manuel d'interprétation des habitats
Il a vite paru nécessaire d'élaborer un document de référence décrivant clairement les habitats de façon plus poussée que leur simple mention dans l'annexe I. Un premier document, nommé « Manuel d'interprétation des habitats de l'Union Européenne version EUR12 ». Ce texte reprenait une courte description des habitats, des espèces caractéristiques, et présentait une bibliographie de référence ainsi qu'un système de classification numérique, en correspondance notamment avec la classification Corine Biotopes.
Plusieurs versions de ce référentiel ont par la suite vu le jour afin de tenir compte des habitats spécifiques des nouveaux États membres. Les versions EUR 15, 25 et l'actuelle version EUR 27 se sont ainsi succédé.

#### Les cahiers d'habitats français
À la fin de l'année 1997, le Ministère de l'aménagement du territoire et de l'environnement ainsi que le ministère de l'agriculture et de la pêche ont confié au Muséum national d'histoire naturelle la rédaction de fiches synthétiques présentant pour chaque habitat et espèce des annexes I et II présents en France, un état de l'art des connaissances scientifiques (identification, écologie) et techniques (cadre de gestion). Le travail a commencé avec les habitats forestiers, avant de présenter les espèces animales et végétales, puis les habitats des milieux agropastoraux, des milieux humides, des milieux côtiers et des milieux rocheux.
Les cahiers d'habitats constituent un outil de travail essentiellement rédigés afin de faciliter le travail des opérateurs techniques des sites Natura 2000, dans le but d'identifier au mieux les habitats naturels, cerner les connaissances actuelles en écologie, et fournir des bases sur la gestion conservatoire des habitats et des espèces. Chaque fiche des cahiers d'habitat est complétée par une bibliographie exhaustive des documents ayant permis leur rédaction.

### Annexe II
Elle liste les espèces de faune et de flore d'intérêt communautaire, c’est-à-dire les espèces qui sont soit :
- en danger d'extinction ;
- vulnérables, pour les espèces qui ne sont pas encore en danger mais qui peuvent le devenir dans un avenir proche si les pressions qu'elles subissent ne diminuent pas ;
- rares, lorsqu'elles présentent des populations de petite taille et ne sont pas encore en danger ou vulnérables, qui peuvent le devenir ;
- endémiques, lorsqu'elles sont caractéristiques d'une zone géographique restreinte particulière, et strictement localisées à cette zone, du fait de la spécificité de leur habitat.

Comme pour les habitats (cf. paragraphe précédent), on distingue les espèces prioritaires, c'est-à-dire celles dont l'état de conservation est préoccupant et pour lesquelles un effort particulier doit être engagé.
La France comprend sur son territoire 83 espèces animales (dont 8 prioritaires comme l'ours brun, le phoque moine, l'esturgeon, etc.) et 57 espèces végétales sur les 632 espèces listées à cette annexe.

### Annexe III
Cette annexe décrit les critères que doivent prendre en compte les États membres lors de l'inventaire des sites d'intérêt communautaire qu'ils transmettent à la Commission européenne (pour la partie 1), ainsi que les critères que la Commission doit évaluer afin de déterminer l'importance communautaire des sites transmis par les états membres.

### Annexe IV
Pour les espèces de faune et de flore de cette annexe, les États membres doivent prendre toutes les mesures nécessaires à une protection stricte des dites espèces, et notamment interdire leur destruction, le dérangement des espèces animales durant les périodes de reproduction, de dépendance ou de migration, la détérioration de leurs habitats.
Ces mesures de protection sont souvent assurées par les listes d'espèces protégées au niveau national ou régionale (comme en France avec la loi de protection de la nature du 10 juillet 1976).

### Annexe V
Cette annexe recense les espèces animales et végétales dont la protection est moins contraignante pour les États membres. Ces derniers doivent seulement s'assurer que les prélèvements effectués ne nuisent pas à un niveau satisfaisant de conservation, par exemple par la réglementation de l'accès à certains sites, la limitation dans le temps des récoltes, la mise en place d'un système d'autorisation de prélèvement, la réglementation de la vente ou l'achat, etc.
Pour les végétaux, c'est par exemple le cas des sphaignes, ces mousses dont bon nombre d'espèces sont à l'origine de la formation des tourbières.

### Annexe VI
Enfin, dans le cas d'espèces de l'annexe V qui sont tout de même prélevées, les États-membres doivent s'assurer que cela n'est pas réalisé à l'aide des méthodes et/ou véhicules énumérés dans cette annexe (sauf dérogation exceptionnelle en cas de risque sanitaire, de danger pour la sécurité publique, pour prévenir des dégâts aux cultures, plantations, pêcheries, élevages, etc.).

## L'application de la directive à travers l'Union européenne
Venant en complément de la directive 79/402/CEE (dite directive Oiseaux) du 2 avril 1979, la première proposition de directive pour la protection des habitats et de la faune et flore sauvages a été présentée par la Commission au Conseil en août 1988. Les négociations qui eurent lieu furent longues et difficiles, notamment du fait de la méfiance de nombreux États membres à la suite des difficultés d'application de la directive oiseaux. 
Quatre années furent nécessaires afin de rédiger la directive habitats. La difficulté de l'exercice, notamment la rédaction des annexes dont dépendait la portée des obligations des États membres, fut à l'origine de modifications importantes apportées à la première version. Le texte ne fut définitivement adopté que par le Conseil "Agriculture" du 21 mai 1992.
À l'origine, la liste des propositions de sites d'intérêt communautaire de chaque État membre devait être fournie au bout de trois ans seulement après l'application de la directive, soit en 1995, et la Commission européenne devait avoir arrêté la liste communautaire des sites en 1998 (comme stipulé dans l'article 4 de la directive). Dans les faits, de par le retard accumulé par de nombreux États (dont la France, voir ci-dessous).

### France
Après avoir commencé à mettre en place des outils de réflexion sur la transposition de la directive habitats en France, comme le comité national de suivi Natura 2000, la désignation des sites du futur réseau Natura 2000 a commencé à causer débat. De nombreux partenaires n'ont que peu ou pas été consultés, ou trop tardivement, et le flou général quant aux méthodes de gestion des espaces naturels à appliquer aux futurs sites, ont conduit les présidents des organisations représentant l'essentiel des gestionnaires du monde rural à adopter le 10 avril 1996 une déclaration commune dénonçant les méthodes employées pour l'établissement des listes de sites.
Cette situation a conduit le premier ministre Alain Juppé, sur proposition du ministre de l'environnement Corinne Lepage, à geler la procédure de transposition en juillet 1996[réf. nécessaire]. La ministre de l'écologie a alors été chargée d'élaborer un document d'interprétation de la directive, en collaboration avec la Commission Européenne. Cette réflexion a permis d'aboutir à la tactique française pour la transposition de la directive, qui repose sur les principes suivants :
- participation de tous les acteurs locaux, à tous les stades de la "vie" d'un site : désignation, propositions de gestion, mise en œuvre de la gestion ;
- réalisation d'un document d'objectif (DOCOB) unique pour chaque site (voir paragraphe DOCOB de l'article sur Natura 2000) ;
- la réaffirmation du fait que les sites Natura 2000 ne sont pas des sanctuaires naturels, mais que les impératifs économiques, culturels et sociaux sont intégrés à la réflexion ;
- préférer le contrat à la contrainte : la contractualisation est nettement préférable à la réglementation.

Après une longue période de trouble administratif et juridique du fait d'une mésentente entre tous les acteurs, l'État français présentait au 30 avril 2006 (source du ministère français de l'écologie et du développement durable) : 
- 1307 sites d'intérêts communautaires proposés (pré-ZSC), soit 4 887 272 ha ;
- 367 zones de protection spéciales (ZPS) représentant 4 477 962 ha.

Au total, le réseau des sites Natura 2000 français couvrait une surface de 6 496 917 ha (hors milieux marins), soit 11,83 % du territoire métropolitain.
La France a ainsi transmis à la Commission européenne plus de 400 dossiers en 18 mois, sous l'impulsion des ministres de l'écologie et du développement durable M. Serge Lepeltier puis Mme Nelly Olin, qui tenaient à rattraper le retard accumulé. Cet effort considérable permet à la France de présenter, au 30 avril 2006, un réseau cohérent au regard des enjeux de sauvegarde de la biodiversité de son territoire, comme elle s'y était fermement engagée auprès de la Commission européenne.

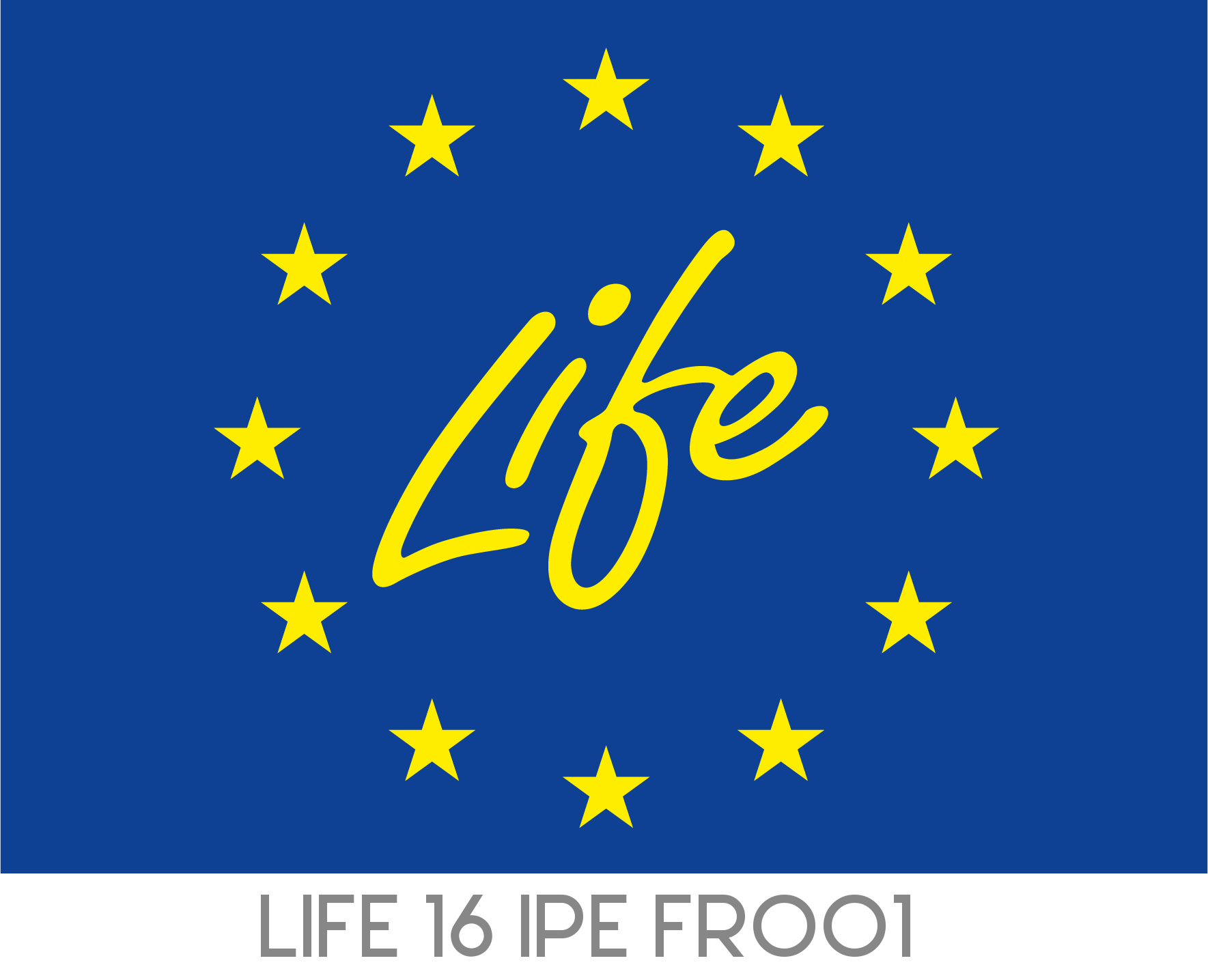
Programme européen Life

En 2018, le réseau Natura 2000 compte en France 1 776 sites dont 212 sites marins, comprenant 402 zones de protection spéciale (ZPS) pour les oiseaux et 1 374 zones spéciales de conservation (ZSC) pour les habitats et les espèces, ce qui représente 12,9 % de la surface terrestre métropolitaine (soit 7 millions d'hectares) et 33 % de la surface marine de la zone économique exclusive (soit 12,3 millions d'hectares),,.
Le réseau Natura 2000 en mer répond pour une partie à la Directive européenne "Habitat, Faune, Flore". Son objectif est d’assurer, à travers des mesures de gestion adaptées, la conservation ou le rétablissement des habitats naturels et des espèces les plus précieux ou menacés en Europe. Il est composé de sites naturels terrestres et marins proposés et gérés par chacun des États membres. Les sites Natura 2000 ayant une partie marine ou exclusivement marins composent le réseau d’aires marines protégées Natura 2000 en mer.
Le Life Marha doit faire progresser la mise en œuvre de la directive européenne « habitats, faune, flore », qui définit la politique de Natura 2000.

## Compléments